# Малосорочинське нафтогазове родовище
Малосорочинське нафтогазове родовище — газоконденсатне родовище, що належить до Глинсько-Солохівського газонафтоносного району Східного нафтогазоносного регіону України.

## Опис
Розташоване в Полтавській області на відстані 12 км від м. Миргород.
Знаходиться в центральній частині приосьової зони Дніпровсько-Донецької западини в межах Малосорочинсько-Радченківського структурного валу.
Підняття виявлене в 1951 р.
Структура являє собою брахіантикліналь північно-західного простягання з соляним ядром, розміри її по ізогіпсі — 2320 м 3,6х1,3 м. Перші промисл. припливи газу отримано в 1969 р. з інт. 2250—2258 та 2303—2319 м.
Поклади пластові, склепінчасті, тектонічно екрановані. Колектори — пісковики.
Експлуатується з 1971 р. Режим покладів водонапірний. Запаси початкові видобувні категорій А+В+С1: нафти — 119 тис. т; газу — 181 млн. м³. Густина дегазованої нафти 851—861 кг/м³. Вміст сірки у нафті 0,096-0,151 мас.%.